# Paotuan
Paotuan (kinesiska: 炮团, 炮团侗族苗族乡) är en socken i Kina. Den ligger i provinsen Hunan, i den södra delen av landet, omkring 370 kilometer sydväst om provinshuvudstaden Changsha. Antalet invånare är 11210. Befolkningen består av 5 235 kvinnor och 5 975 män. Barn under 15 år utgör 19,0 %, vuxna 15-64 år 70 %, och äldre över 65 år 10,0 %.
Genomsnittlig årsnederbörd är 1 744 millimeter. Den regnigaste månaden är maj, med i genomsnitt 268 mm nederbörd, och den torraste är december, med 63 mm nederbörd.